# 362 Havnia
362 Havnia eller A893 EG är en asteroid i huvudbältet, som upptäcktes 12 mars 1893 av den franske astronomen Auguste Charlois. Den har fått sitt namn efter det lantiska namnet på den danska huvudstaden Köpenhamn.
Asteroiden har en diameter på ungefär 98 kilometer.